# Gradiška (Słowenia)
Gradiška – wieś w Słowenii, w gminie Kungota. 1 stycznia 2018 liczyła 1075 mieszkańców.